# Dajny, Tỉnh Warmian-Masurian
Dajny [ˈdai̯nɨ] (Đức Deunen) là một ngôi làng thuộc khu hành chính của Gmina Zalewo, thuộc hạt Iława, Warmian-Masurian Voivodeship, ở miền bắc Ba Lan.